# Niccolò Bonifazio
Niccolò Bonifazio (Cuneo, Piemont, 9 d'octubre de 1993) és un ciclista italià, professional des del 2014 fins al 2024. En el seu palmarès destaquen les victòries a la Copa Agostoni de 2014, al Gran Premi de Lugano del 2015 i en una etapa a la Volta a Polònia de 2016.

## Palmarès
- 2011
  - 1r al Gran Premi dell'Arno
  - 1r al Circuit Castelnovese
  - Vencedor d'una etapa al Kroz Istru
- 2013
  - 1r al Circuit Castelnovese
  - Vencedor d'una etapa al Gran Premi ciclista de Saguenay
- 2014
  - 1r a la Copa Agostoni
  - Vencedor de 3 etapes al Tour de Hainan
  - Vencedor d'una etapa a la Volta al Japó
- 2015
  - 1r al Gran Premi de Lugano
  - Vencedor d'una etapa a la Volta al Japó
- 2016
  - Vencedor d'una etapa a la Volta a Polònia
- 2018
  - Vencedor d'una etapa al Tour de Croàcia
- 2019
  - 1r a la Tropicale Amissa Bongo i vencedor de 3 etapes
  - 1r al Gran Premi Jef Scherens
  - Vencedor d'una etapa a la Volta a la Comunitat de Madrid
  - 1r al Circuit Mandel-Lys-Escaut
- 2020
  - Vencedor d'una etapa al Tour d'Aràbia Saudita
  - Vencedor d'una etapa a la París-Niça
- 2021
  - 1r al Gran Premi Jef Scherens
- 2022
  - Vencedor d'una etapa a la Ruta d'Occitània
- 2023
  - Vencedor d'una etapa al Giro de Sicília

### Resultats a la Volta a Espanya
- 2016. Abandona (7a etapa)

### Resultats al Giro d'Itàlia
- 2018. 113è de la classificació general
- 2023. No surt (18a etapa)

### Resultats al Tour de França
- 2019. 137è de la classificació general
- 2020. 141è de la classificació general